# Будинок «Слово»
Буди́нок «Сло́во» — житловий будинок у Харкові по вулиці Культури, 9 (перша адреса — вулиця Червоних Письменників, 5, після Д.С. війни — провулок Барачний, 9, потім — провулок Покровського, 9). Побудований наприкінці 1920-х років кооперативом літераторів. Заселений у 1930 році.

## Інформація про будинок
Будівля, спроєктована Михайлом Дашкевичем у будівельному товаристві «Укрпайбуд» в архітектурних формах, що займають проміжне місце між модерном і конструктивізмом, має в плані символічну форму літери «С» (слов. «слово (літера)»).
Ідея забудови виникла у грудні 1926 року. До «ініціативної» групи з реалізації увійшли письменники — Ю. Войцехівський, А. Любченко, О. Слісаренко, П. Панч, С. Пилипенко та Остап Вишня. Спочатку будівництво планували закінчити восени 1928 р., але бракувало коштів. Після цього літератори звернулися по допомогу до голови РНК УРСР В. Я. Чубаря, за наказом якого було додатково виділено ще 51 тис. крб.
Всередині: високі стелі, великі вікна, під'їзди, крім звичайних, у двір, мали ще й парадні двері — назовні будинку (які завжди були забиті), а на даху містилися два солярії. Біля будинку, вище від літери «С» для культурного відпочинку письменників та їхніх дітей, було влаштовано невеличкий сквер із клумбою, дерев'яними садовими диванами, кущами бузку та каштанами. А за ним — спортивний майданчик з волейбольним полем та баскетбольними щитами. Навпроти внутрішнього двору — череда сарайчиків, щоб письменники мали де берегти свої речі. А для безпеки мешканців будинку будівельники побудували й бомбосховище.
7 березня 2022 року внаслідок ракетно-артилерійського обстрілу російськими військами будинок було пошкоджено.

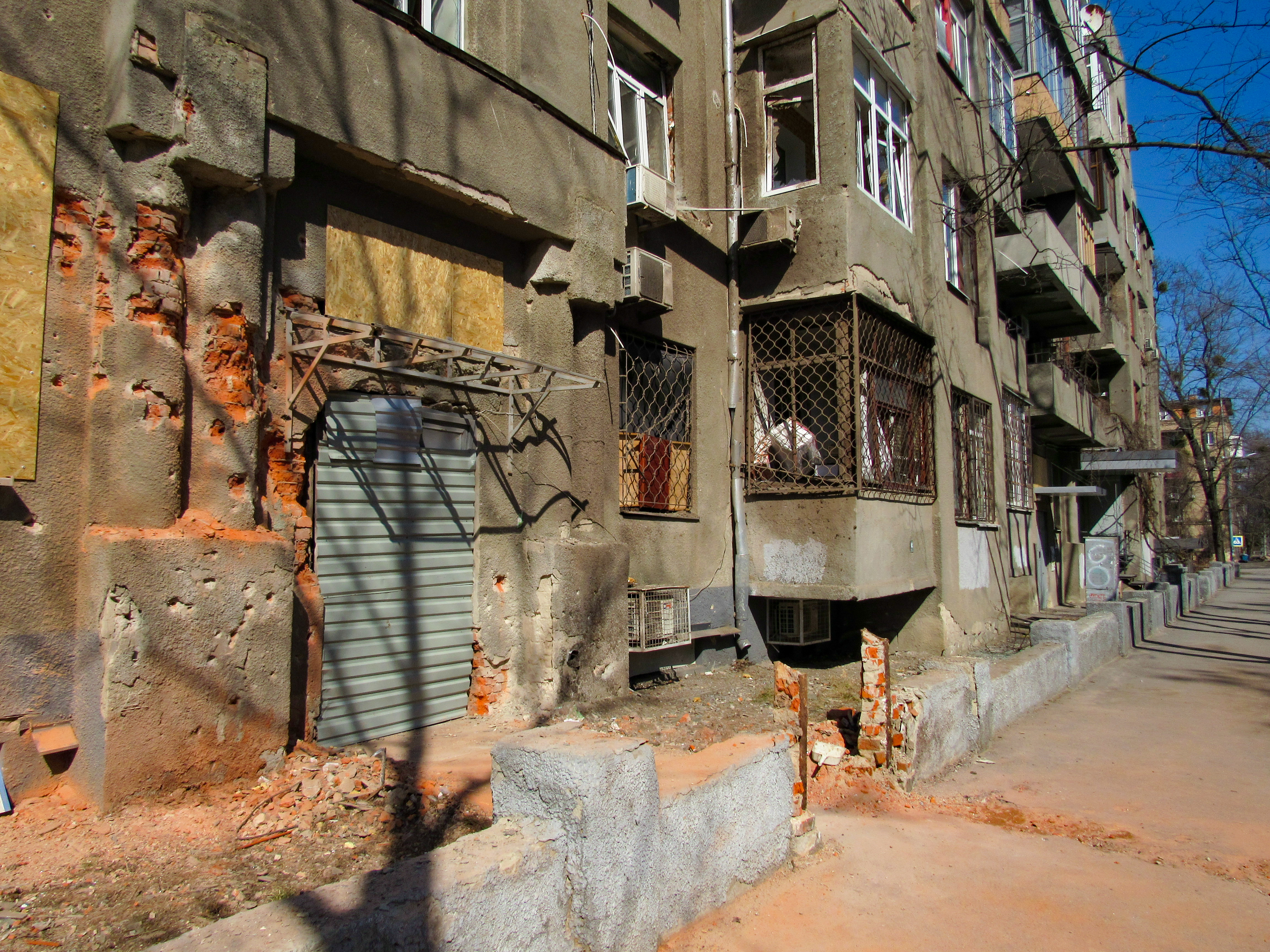
Будинок «Слово» після влучання російської ракети
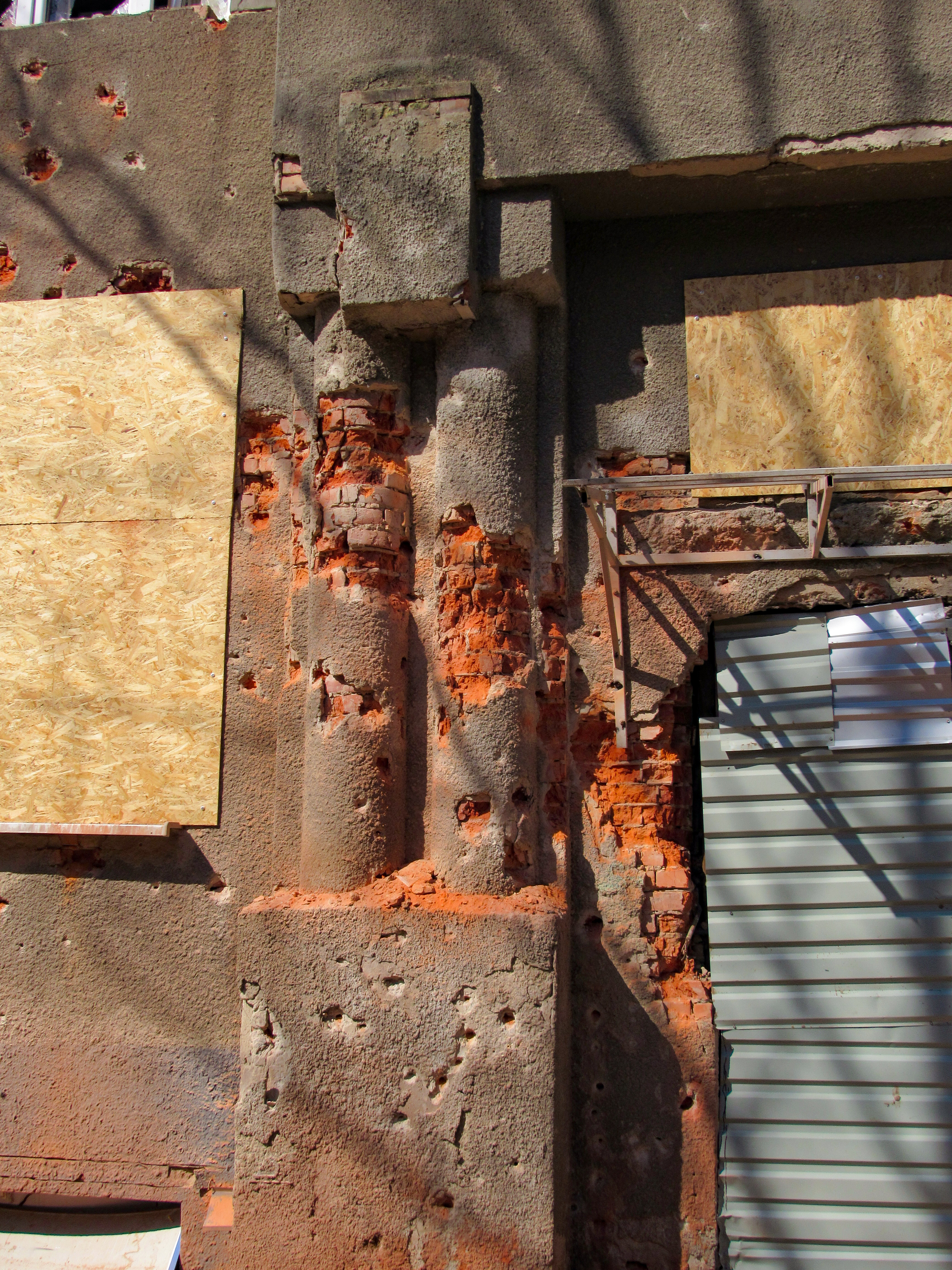
Пошкоджені півколони вхідної групи
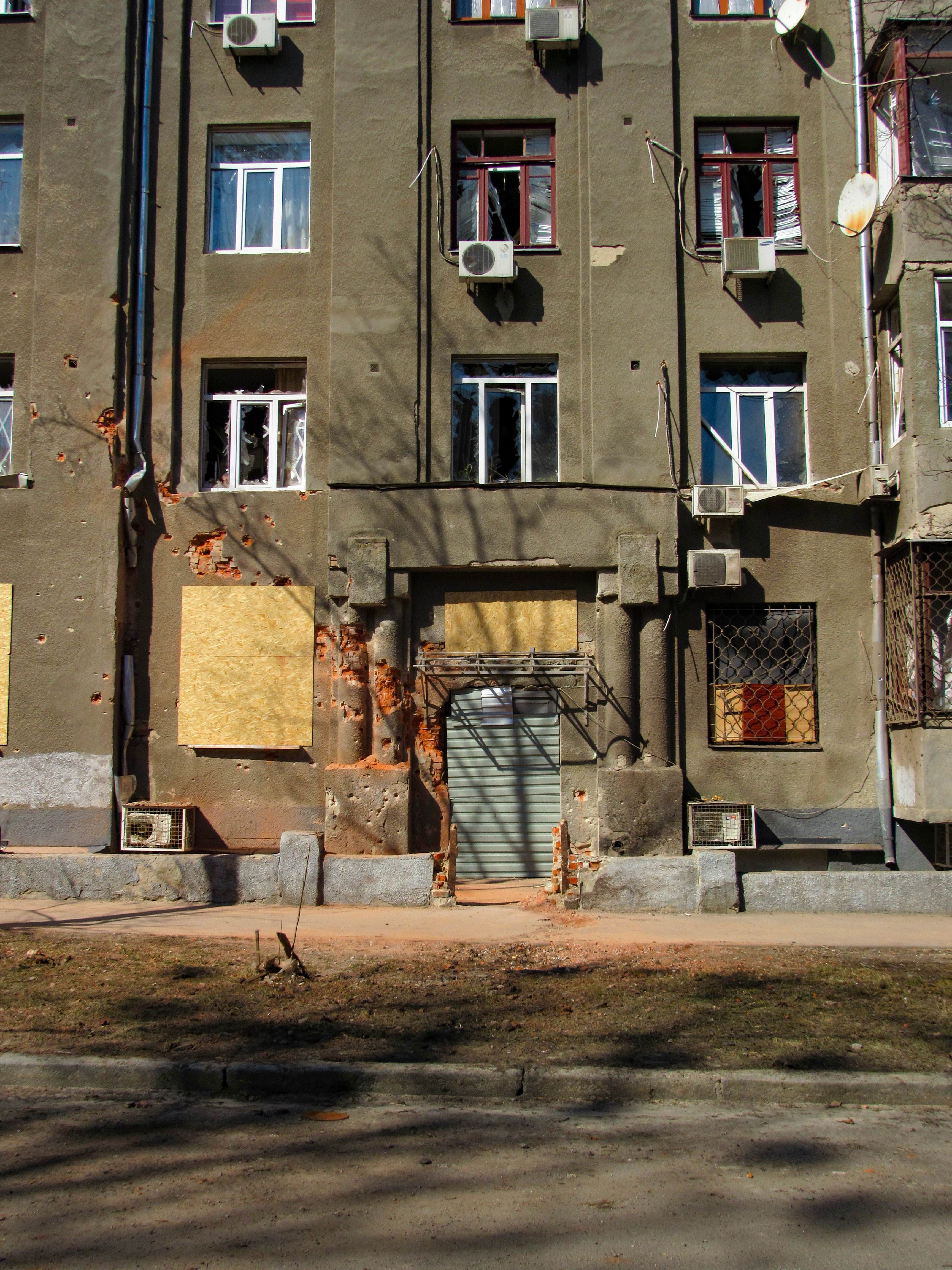
Пошкоджений фасад і старий паркан

## Репресії проти мешканців будинку
У травні 1933 року — з арештом мешканця будинку Михайла Ялового починається хвиля репресій проти діячів української культури, що згодом отримує назву Розстріляне відродження. Водночас, передчуваючи наближення тотального терору після арешту свого приятеля Ялового, інший мешканець будинку Микола Хвильовий вчиняє самогубство. Будинок «Слово» отримує недобру славу, незабаром Іван Багряний (арештований в 1932 році) називає його «Крематорій», згодом — рос. ДПЗ, дом предварительного заключения чи укр. БПУ, будинок попереднього ув'язнення. До 1938 року було репресовано мешканців сорока квартир із шістдесяти шістьох.
У деяких квартирах арешти відбувалися багаторазово. Багато кого розстріляно. Арештовували не лише членів кооперативу «Слово», у багатьох письменників із периферії час від часу виникали потреби відвідати столицю, тож, приїжджаючи до Харкова, вони зупинялися у друзів зі «Слова».
Сумним і трагічним прикладом є квартира № 54, господар якої Василь Вражливий відзначався надзвичайною гостинністю. Першим його заарештованим гостем був Іван Багряний. Це трапилося 16 квітня 1932 року (йому, однак вдалося уникнути смерті).
Згодом Василь Вражливий дав прихисток цілій родині: 1932 року з Польщі до Радянської України переїхала велика сім'я Антіна Крушельницького. Голову родини було арештовано разом із синами Тарасом та Іваном 6.11.1934 року. Вирок батьку — 10 років із конфіскацією майна. Відбувати покарання 56-річного в'язня повезли на Соловки. Там він збожеволів. Перегляд справи — розстріл. Страчений 23 жовтня 1937 року. Тараса та Івана 14 грудня 1934 року разом із Григорієм Косинкою, Олексою Влизьком, Костем Буревієм розстріляно в групі з двадцяти вісьмох людей у підвалах Київського Жовтневого палацу, який, після переїзду 1934 року столиці з Харкова, правив для НКВС за основну катівню.[джерело?]
Двох інших синів, молодших, Богдана і Остапа, арештували трохи пізніше. Вони стали ЗК (рос. заключенный каналоармеец) Біломорбуду. Наступною заарештували доньку Антіна Крушельницького — Володимиру. Особливою трійкою УНКВС ЛО 25.11.1937 р. засуджена за ст. 58-10-11 КК РРФСР до вищої міри покарання. Розстріляна у Ленінграді 8.12.1937 р.
Самого ж хазяїна кв. 54 Василя Вражливого арештували 25 грудня 1934 р. Вирок — 10 років концтаборів. Перегляд справи — розстріл. Страчений 8 грудня 1937 р.

## Пам'ятка
21 серпня 2019 року Постановою Уряду України житловий будинок «Слово» було внесено до Державного реєстру нерухомих пам'яток України.

## Меморіальна дошка

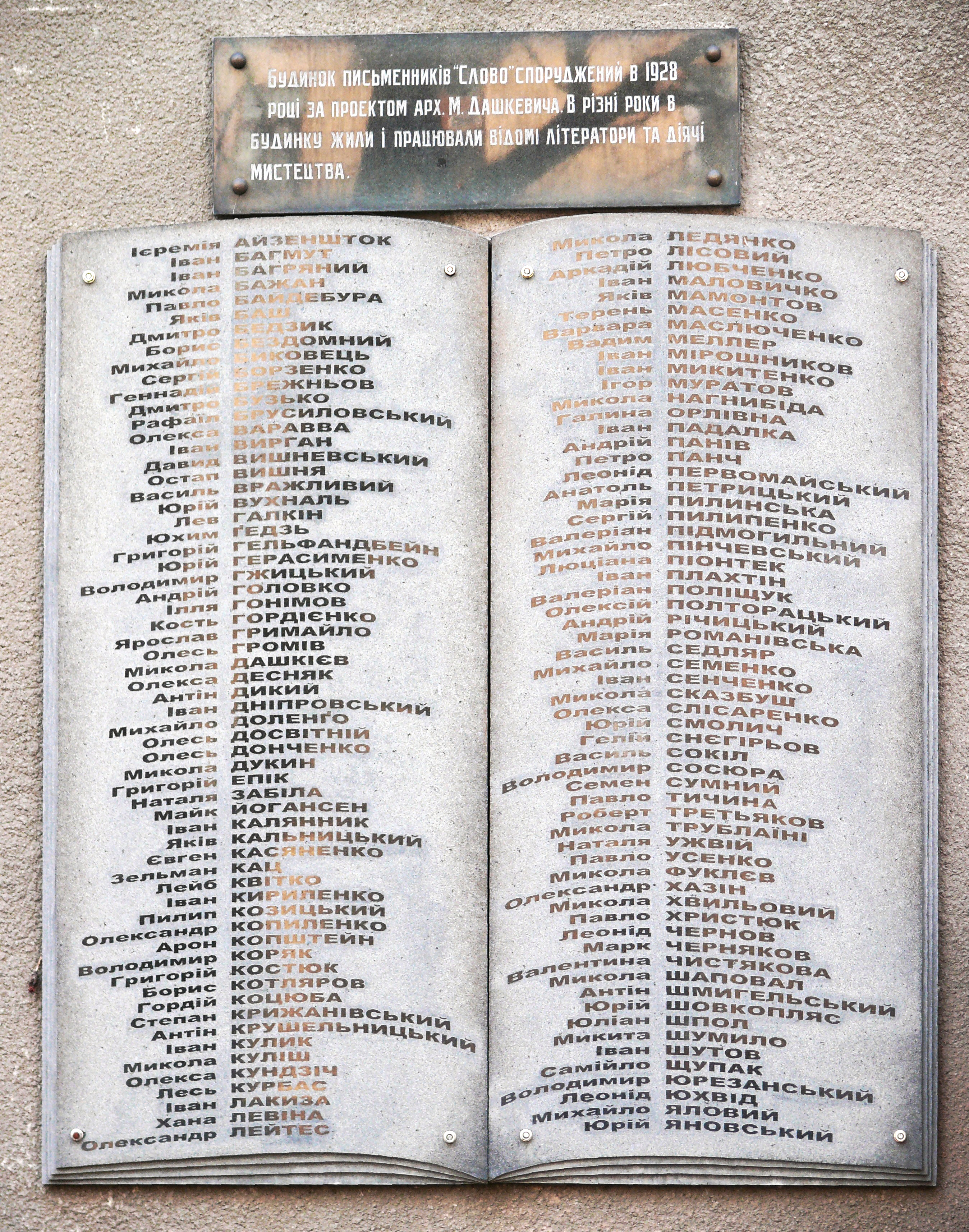
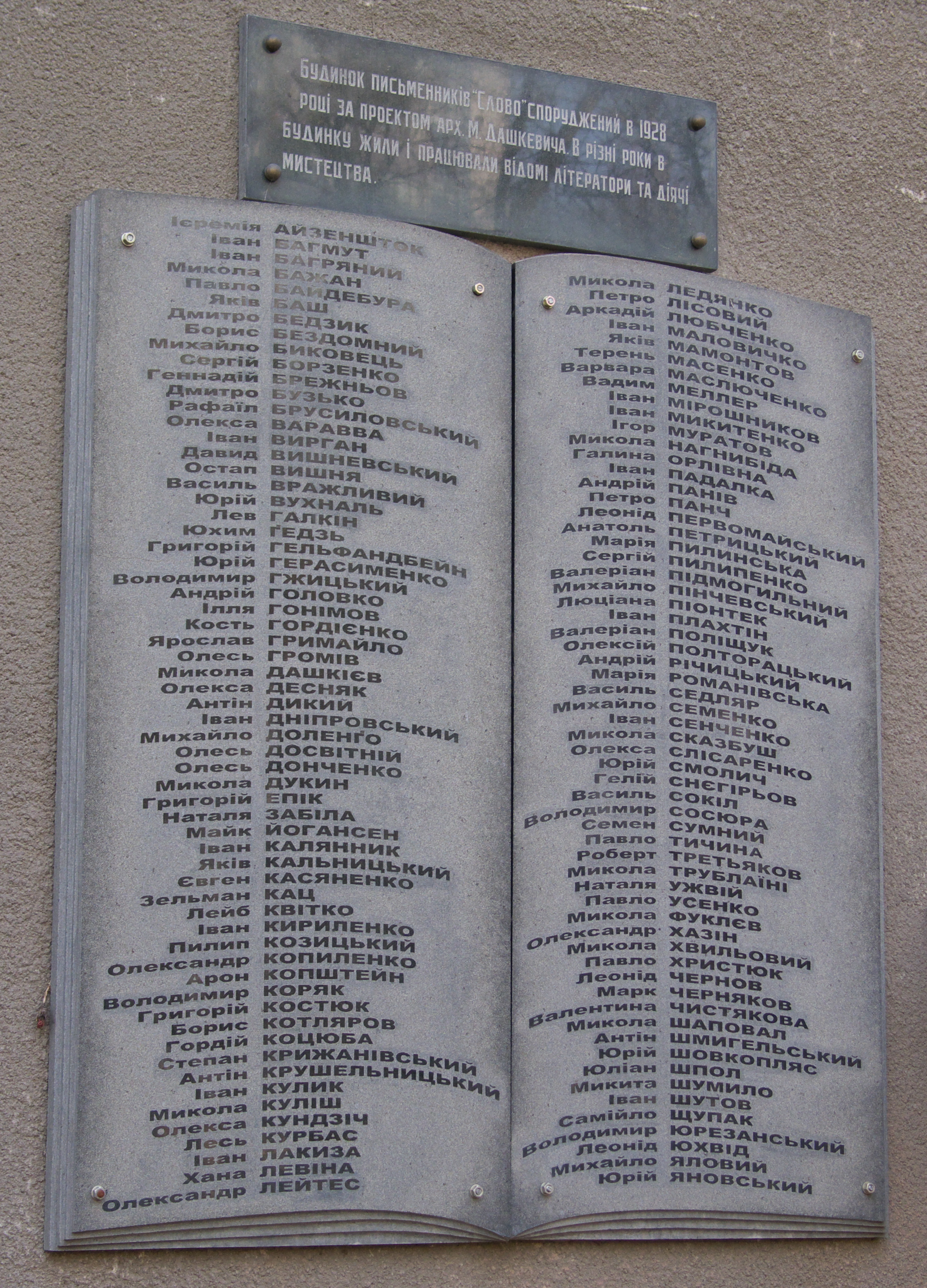

Довгий час на стіні будинку висіла лише меморіальна дошка з ім'ям Павла Тичини. Таблиця з неповним списком діячів культури, що жили, і тих, хто ще живе тут, з'явилася лише наприкінці 1980-х на хвилі «Перебудови». Десять років по тому її було зірвано й розбито невідомими особами.
Пам'ятний знак, доповнений новими іменами, було встановлено до дня Незалежності в серпні 2003 року. З часом замінений іще повнішим:
- Ієремія Айзеншток
- Іван Багмут
- Іван Багряний
- Микола Бажан
- Павло Байдебура
- Яків Баш
- Дмитро Бедзик
- Борис Бездомний
- Михайло Биковець
- Сергій Борзенко
- Геннадій Брежньов
- Дмитро Бузько
- Рафаїл Брусиловський
- Олекса Варавва
- Іван Вирган
- Давид Вишневський
- Остап Вишня
- Василь Вражливий
- Юрій Вухналь
- Лев Галкін
- Юхим Ґедзь
- Григорій Гельфандбейн
- Юрій Герасименко
- Володимир Гжицький
- Андрій Головко
- Ілля Гонімов
- Кость Гордієнко
- Ярослав Гримайло
- Олесь Громів
- Микола Дашкієв
- Олекса Десняк
- Антін Дикий
- Іван Дніпровський
- Михайло Доленґо
- Олесь Досвітній
- Олесь Донченко
- Микола Дукин
- Григорій Епік
- Наталя Забіла
- Майк Йогансен
- Іван Калянник
- Яків Кальницький
- Євген Касяненко
- Зельман Кац
- Лейб Квітко
- Іван Кириленко
- Пилип Козицький
- Олександр Копиленко
- Арон Копштейн
- Володимир Коряк
- Григорій Костюк
- Борис Котляров
- Гордій Коцюба
- Степан Крижанівський
- Антін Крушельницький
- Іван Кулик
- Микола Куліш
- Олекса Кундзіч
- Лесь Курбас
- Іван Лакиза
- Хана Левіна
- Олександр Лейтес
- Микола Ледянко
- Петро Лісовий
- Аркадій Любченко
- Іван Маловічко
- Яків Мамонтів
- Терень Масенко
- Варвара Маслюченко
- Вадим Меллер
- Іван Мірошников
- Іван Микитенко
- Ігор Муратов
- Микола Нагнибіда
- Галина Орлівна
- Іван Падалка
- Андрій Панів
- Петро Панч
- Леонід Первомайський
- Анатоль Петрицький
- Марія Пилинська
- Сергій Пилипенко
- Валер'ян Підмогильний
- Михайло Пінчевський
- Люціана Піонтек
- Іван Плахтін
- Валер'ян Поліщук
- Олексій Полторацький
- Андрій Річицький
- Марія Романівська
- Василь Седляр
- Михайль Семенко
- Іван Сенченко
- Микола Сказбуш
- Олекса Слісаренко
- Юрій Смолич
- Гелій Снєгірьов
- Василь Сокіл
- Володимир Сосюра
- Семен Сумний
- Павло Тичина
- Роберт Третьяков
- Микола Трублаїні
- Наталя Ужвій
- Павло Усенко
- Микола Фуклєв
- Олександр Хазін
- Микола Хвильовий
- Павло Христюк
- Леонід Чернов
- Марк Черняков
- Валентина Чистякова
- Микола Шаповал
- Антін Шмигельський
- Юрій Шовкопляс
- Микита Шумило
- Іван Шутов
- Самійло Щупак
- Володимир Юрезанський
- Леонід Юхвід
- Михайло Яловий
- Юрій Яновський

## Прізвища поза списком
Прізвища деяких письменників та митців, що не увійшли до основного списку:
письменники Юрій Барабаш, Кость Буревій, Володимир Добровольський, Наталія Дукина, Анатолій Жикол, Давід Канєвський, Петро Дорошко, Йосип Котляр, Віктор Кочевський, Андрій Крижанівський, Богдан Крушельницький, Володимира Крушельницька, Іван Крушельницький, Лариса Крушельницька, Марія Крушельницька, Марія Тарасівна Крушельницька, Остап Крушельницький, Тарас Крушельницький, Володимир Куліш, Дмитро Левчук, Микола Любченко, Василь Мисик, Сергій Мушник, Євген Плужник, Григорій Стрілець, Ґео Шкурупій;
художники Ніна Генке-Меллер, Всеволод Аверін, Наталія Вергун, Олександр Довгаль, Василь Мироненко, Григорій Томенко, Леонід Чернов, Олена Яковенко,
актори Поліна Куманченко, Венцковський, Віктор Золотарьов.
кінорежисери Олександр Муратов (дитячі роки)[джерело?]

## Будинок «Слово» в мистецтві
- Будинок «Слово» згадується в романі Івана Багряного Сад Гетсиманський. У головного персонажа роману, Андрія, НКВД реквізувало книжки, подаровані письменниками, що жили в будинку «Слово». Згадуються репресовані письменники Григорій Косинка, Микола Хвильовий та Олекса Влизько.

|                                                          | Вони забрали не всю бібліотечку (вся не влізла б у лантух), і не було рації всю її забирати. Вони забрали книги на вибір, — потрібні й корисні з погляду НКВД. А тими корисними книгами, безперечно, є тільки книги, даровані друзями й товаришами "на спомин", з відповідними написами. Будинок авіаторів стояв поруч з будинком письменників "СЛОВО", там було багато знайомих, і приятелів, і добрих товаришів. Друзі й товариші дарували книги й за звичкою підписували їх, даруючи. Будинок "Слово" давно перетворився у "Крематорій" — так його прозвали за нещадні й систематичні арешти письменників, мистців та науковців, — мешканці його здебільшого "вимандрували" на той світ або на північ, але багато ще лишилося й живих і цілих. І от в цій купі книг багато власноручних написів (присвят) тих живих і цілих, крім написів тих, кого вже немає, хто сидить, а чи пиляє ліс ("грає на баяні" десь під полярним колом), а чи лежить в землі. Багато написів — документальних стверджень про приязнь і дружбу з усіма тими мертвими й живими. І от від цього останнього по серцю йде холодок. |
| — Іван Багряний, Сад Гетсиманський, частина 4, розділ 1. | |

|                                                          | Спершу він взяв збірку "Оповідань" Григорія Косинки в червоній обкладинці, відгорнув обкладинку й на титулі прочитав іронічно: "Галло! Є ще порох в порохівницях! Всьо више, і више, і више!" Посміхнувся, кинув. Потім взяв Хвильового "Сині етюди" — кинув... Потім взяв О. Влизька збірку поезій з екстравагантним написом, в якому відбилася вся буйна комсомольська душа поета... кинув. Ще взяв кілька книг і так само кинув — всі, кого він випадково брав у руки, вже не існували або були на каторзі — малий навар для слідчого. Єдине, для чого вони, ці книги загиблих, придатні ще — це правити за документ, речовий доказ тісного зв'язку Андрієвого з прославленими "ворогами народу". А це все таки для слідчого скарб. Для Андрія ж це мусить бути доказом, що документальні дані проти нього все громадяться й громадяться. Але серед тих книг є багато таких, які змушують серце Андрієве особливо стискатись, — подарунки ще живих. В руках цих слідчих з того всього можна "наламати великих дров"... |
| — Іван Багряний, Сад Гетсиманський, частина 4, розділ 1. | |

- Документальний фільм Будинок «Слово» (фільм, 2017) режисера Тараса Томенка побачив світ 2017 року.

- Будинок є концептом альбому «Де слово набуває вічності» 2020 р. харківської блек-метал групи Khors, зокрема, він з'являється у кліпі на пісню «Під гострим часу лезом»[12].

- 29 лютого 2024 гурт «МУР» випустив альбом «Ти [Романтика]», присвячений письменникам, які жили у будинку «Слово».[13][14][15][16][17][18][19]
- Художній фільм “Будинок “Слово”. Нескінчений роман” режисера Тараса Томенка вийшов у широкий прокат 2024 року.

## Подкаст «Будинок «Слово»
У 2023 році вийшов подкаст «Будинок «Слово», який в аудіоформаті розповідає про мешканців будинку. 
|                                                          | Це історії про те, як радянські спецслужби боролися із лідерами думок своїми «фірмовими» методами: маніпуляції, залякування, фізичний та психологічний тиск. Власне, все те, що росія досі використовує у повномасштабній війні проти України, тільки тепер вплив ще більш масовий завдяки медіа та соцмережам. |
| — авторка подкасту, луцька радійниця Анастасія Передрій. | |

У подкасті 15 серій. Крім біографічних даних, описів помешкань та їх власників, у випусках звучать фрагменти їх творчого доробку, які доповнюють портрети цих особистостей. Перший і останній випуск подкасту називаються «Пролог» та «Епілог», де можна дізнатися про історичні контексти, появу будинку, розподіл квартир між письменниками та про репресії сталінського режиму. Решта епізодів присвячені літераторам і називаються відповідно до номера помешкання: наприклад, «Квартира №12. Майк Йогансен».
Послухати подкаст можна на всіх зручних подкаст-платформах: Apple Podcasts, Spotify, SoundCloud, Google Podcasts.